# Premonizioni
Premonizioni (Hideaway) è un film del 1995 diretto da Brett Leonard e interpretato da Jeff Goldblum, Christine Lahti, Alicia Silverstone e Jeremy Sisto, basato sul romanzo Cuore nero pubblicato nel 1992 dallo scrittore statunitense Dean Koontz.

## Trama
Hatch e Lindsey Harrison sono in viaggio con la figlia quindicenne Regina quando la loro auto si scontra con un camion e precipita in un fiume. Riescono a salvarsi grazie al dottor Nyebern ma Hatch inizia ad essere tormentato dalle visioni che ha avuto durante il coma, inclusa quella della figlia Samantha, morta anni prima dopo essere stata investita davanti a casa. Nonostante l'aiuto della sua famiglia, Hatch ha la sensazione di essere ormai avvinto da un legame irreversibile con una entità impersonata da Vassago, un giovane psicopatico salvato dal suicidio dal padre, il dottor Nyebern, che ora riesce a vedere solo attraverso gli occhi di Hatch. Aiutato dalla sensitiva Rose Orwetto, cercherà di sfuggire ad incubi e tormenti fino alla resa dei conti.

## Distribuzione
Il film è stato distribuito nelle sale cinematografiche statunitensi a partire dal 3 marzo 1995.

### Date di uscita
- USA (Hideaway) - 3 marzo 1995
- Brasile (O Esconderijo) - 10 aprile 1995
- Filippine - 24 maggio 1995
- Repubblica Ceca - 22 giugno 1995
- Corea del Sud - 24 giugno 1995
- Danimarca (Dødbringende kontakt) - 14 luglio 1995
- Grecia (To krisfygeto) - 29 luglio 1995
- Spagna (Asesino del más allá) - 7 agosto 1995
- Australia (Hideaway) - 10 agosto 1995
- Francia (Souvenirs de l'au-delà) - 30 agosto 1995
- Ungheria (Rejtekhely) - 21 settembre 1995
- Regno Unito (Hideaway) - 29 settembre 1995
- Svezia (Gömstället) - 6 ottobre 1995
- Giappone - 11 maggio 1996
- Germania (Hideaway - Das Böse) - 6 giugno 1996
- Portogallo (O Esconderijo) - 14 giugno 1996

## Accoglienza

### Incassi
Il film ha incassato complessivamente 12201255 $ negli Stati Uniti, a fronte di un budget di circa 15 000 000 $.

## Critica
Il sito Rotten Tomatoes riporta il 14% di recensioni professionali con un giudizio positivo, con un voto medio di 3,5 su 10.
Il film ricevette critiche negative alla sua uscita e lo stesso autore del romanzo Dean Koontz rimase talmente insoddisfatto dall'adattamento che cercò in tutti i modi di convincere la TriStar Pictures a rimuovere il suo nome dai crediti, come afferma sul suo sito web:
Alla fine lo scrittore riuscì a far rimuovere il suo nome dal titolo e dal materiale promozionale, ma non dai crediti del film.
Il critico Roger Ebert è stato più indulgente ritenendo che il film realizza il suo modesto obiettivo come film horror, mentre secondo Mick LaSalle del San Francisco Chronicle la performance di Jeff Goldblum «rende a intermittenza tollerabile un film noioso».
Maurizio Porro ha scritto sul Corriere della Sera che il film «oltrepassa le normali frontiere dell'ovvio e ridicolo», salvando solo gli effetti speciali «quando la scenografia di Bolton dai colori fangosi riesce a entrare nel subconscio».

## Riconoscimenti
- 1995 - Sitges - Festival internazionale del cinema fantastico della Catalogna
  - Candidatura per il Miglior film

## Colonna sonora
La colonna sonora del film è stata pubblicata il 14 marzo 1995 dalla TVT Soundtrax. Oltre a brani originali composti dal musicista sudafricano Trevor Jones, include tracce di band industrial metal come Godflesh, che compaiono in un cameo durante il film, Fear Factory e KMFDM.

### Tracce
1. Go To Hell (KMFDM) - 05:45
2. Last Blood (Rancho Diablo) - 04:22
3. Peep Show (Miranda Sex Garden) - 03:53
4. Bullet Proof Zero (Parallax) - 04:00
5. Lung (Bronchitis Mix) (Sister Machine Gun) - 03:08
6. Scumgrief (Deep Dub Trauma Mix) (Fear Factory) - 06:18
7. Surface Patterns (Front Line Assembly) - 05:36
8. Reverberation Nation (Peace, Love and Pitbulls) - 05:36
9. Nihil (Godflesh) - 05:56
10. Cut (Miranda Sex Garden) - 04:50
11. Main Titles "Nunc Dimittis" (Trevor Jones) - 03:48
12. Into the Light (Trevor Jones) - 06:57
13. Beyond the Shadow of Death (Trevor Jones) - 10:26